# Law Abiding Citizen
Law Abiding Citizen (titulada Un ciudadano ejemplar en España, El vengador en México y Días de ira en Argentina) una película estadounidense del año 2009 dirigida por F. Gary Gray. La película fue escrita por Kurt Wimmer y protagonizada por Jamie Foxx y Gerard Butler. La película está ambientada en Filadelfia, Pensilvania.

## Argumento
Dos ladrones, Clarence Darby (Christian Stolte) y Rupert Ames (Josh Stewart), entran al hogar del ingeniero Clyde Shelton (Gerard Butler), a quien amordazan. Darby viola y mata a su esposa y a su hija. Después de que los dos ladrones sean atrapados, Clyde descubre que solo van a recibir una condena menor, ya que hubo un error de los forenses que comprometió la evidencia. Clyde le pide al fiscal, Nick Rice (Jamie Foxx), que lleve el caso a juicio, pero para mantener su reputación de 96% de juicios ganados no lo hace. Rice hace un trato con Darby, quien fue el que realmente violó a la esposa y la hija de Shelton, y es acusado de homicidio en tercer grado. Su cómplice termina siendo sentenciado a muerte. 
Diez años más tarde, Ames va a ser ejecutado por inyección letal. Esta debía ser una muerte lenta e indolora. Sin embargo, debido a una alteración química en los compuestos que le inyectaron (causada por Clyde), sufre una muerte sumamente dolorosa. La evidencia inicial señala a Darby como el principal sospechoso. Sin embargo, antes de que la Policía lo pueda hallar, Darby es alertado por teléfono móvil por un extraño que lo ayuda a escapar. Pero esto realmente es una trampa de Shelton, quien lo lleva a un edificio abandonado, en donde lo tortura y desmiembra. La Policía encuentra los restos de Darby y procede a arrestar a Shelton rápidamente, quien verdaderamente no se resistió en absoluto al arresto, como si hubiera querido estar en prisión. En su casa ven infinidad de libros de abogacía, y recortes del diario sobre la injusticia en las condenas, entre ellas, la foto de Rice dándole la mano a Darby, cerrando aquel trato. 
Rice se reúne con Shelton en prisión y trata de sacarle una confesión. Shelton promete darle una a cambio de un colchón de lujo para su celda. Al principio Rice no parece ceder, sin embargo, le llega a su familia un video que aparentemente era del recital de violín de la hija. Al final era de Shelton desmembrando a Darby, y su hija y esposa vieron el traumatizante hecho, asustandose por ello, además de que la cara de Shelton estaba tapada mientras cometía el crimen, por lo que solamente la confesión sirve por falta de pruebas, y acaba aceptando. En su audiencia para libertad condicional, Shelton usa varios precedentes para convencer a la jueza Laura Burch (Annie Corley). Sin embargo, antes de que la jueza acepte su petición, Shelton en realidad confiesa que había usado precedentes falsos y que demuestra lo mal que esta la justicia, liberando a un asesino sangriento por casi nada, lanzando un discurso en contra del sistema judicial que defiende vericuetos legales sobre la justicia, por lo que la juez, enojada y alegando desacato, deniega su petición y permanece en la cárcel, cosa que tampoco parece resistirse demasiado.
Rice le entrega a Shelton su colchón y recibe su confesión de los asesinatos de Darby y Ames. Pero Shelton le ofrece otro trato: una comida de lujo y un Ipod para escuchar música (que deben ser entregados exactamente a la 1 p. m.), a cambio de la vida de Bill Reynolds (Richard Portnow), el abogado de Darby. Sin embargo, las entregas se retrasan 8 minutos, y Shelton, aun así, accede a dar las coordenadas de la ubicación de Bill. Sin embargo, cuando llegan al lugar descubren que había muerto por esos 8 minutos de retraso en la comida. Mientras tanto, Shelton, asesina a su compañero de celda con el hueso del bistec que había ordenado en la comida, aprovechando que lo distrajo por dejarlo usar su Ipod, por lo que es aislado en una celda de máxima seguridad, revelando que el quería estar en la cárcel, para seguir controlando todo, y demostrar que no lo podían parar.
Rice descubre, a través de un soplón, que Shelton había trabajado en operaciones encubiertas para la CIA. Rice confronta a Shelton, quien le dice que los asesinatos no son por venganza sino para mostrar el fracaso del sistema judicial. También le dice que si no lo liberan a las 6 a. m., todos los que trabajan para la oficina del fiscal van a morir, luego de que Shelton asesinara a la jueza en su despacho con una bomba en su teléfono. Cuando llega la hora no pasa nada, pero al subir a sus vehículos todos menos Rice, estos explotan, incluyendo el de su asistente Sarah Lowell (Leslie Bibb). Tras el funeral, un robot a control remoto, armado con ametralladoras y un potente lanzacohetes operado manualmente mata al fiscal de distrito y amigo de Rice Jonas Cantrell (Bruce McGill) y a su escolta.
Inicialmente, Rice cree que Shelton tiene uno o varios cómplices fuera de la prisión, pero descubre que Shelton era el dueño de un edificio junto a la cárcel. Cuando visita el lugar, encuentra un túnel que va a la celda de aislamiento en la cual Shelton está encerrado y en ese momento está vacía. También encuentra detalles de un plan para hacer estallar una bomba de gas napalm en el ayuntamiento de Filadelfia. Rice encuentra la bomba, pero no puede desactivarla. Rice espera a Shelton en su celda, quien se muestra sorprendido cuando regresa. Shelton le ofrece un último trato, pero Rice no lo acepta.
Shelton detona la bomba, sin darse cuenta de que Rice la escondió debajo de su cama. Rice abandona la celda rápidamente y Shelton, mientras mira una foto familiar y el collar que le hizo su hija, muere incinerado. La película termina con Rice asistiendo a un recital musical de su hija, algo que nunca había podido hacer antes por estar ocupado con su trabajo.

## Elenco
- Jamie Foxx - Nick Rice
- Gerard Butler - Clyde Shelton
- Gregory Itzin - Alcaide Inger
- Viola Davis - April Henry, alcaldesa de Filadelfia
- Bruce McGill - Jonas Cantrell
- Leslie Bibb - Sarah Lowell
- Colm Meaney - Detective Dunnigan
- Regina Hall - Kelly Rice
- Michael Kelly - Operativo de la CIA
- Michael Irby - Detective Garza
- Roger Bart - Brian Bringham
- Christian Stolte - Clarence J. Darby
- Brooke Stacy Mills - Mujer de Clyde
- Ksenia Hulayev - Hija de Clyde
- Josh Stewart - Rupert Ames
- Richard Portnow - Bill Reinolds

## Música
La banda sonora de la película fue compuesta por Brian Tyler, quien grabó las piezas con la Hollywood Studio Symphony con la ayuda de Kieron Charlesworth. Durante la comida de Shelton en la prisión, su iPod reproduce «Eminence Front» de The Who y «Engine No. 9» de Deftones.

## Recepción
Durante el fin de semana de su estreno, Law Abiding Citizen ocupó la segunda posición de recaudación con 21.039.502 dólares, solo por detrás de Donde viven los monstruos. La película recaudó 126.690.726 dólares a nivel mundial.
La película recibió críticas generalmente negativas por los críticos y positivas por el público. Rotten Tomatoes informó de que el 25% de los críticos le dieron reseñas positivas a la película, basado en 152 críticas con una puntuación promedio de 4,3/10. Metacritic otorgó una puntuación de 34 de 100 basado en 26 críticas. Fue muy valorado por el 75% del público que dio reseñas positivas en Rotten Tomatoes y por el 69% en Metacritic.